# Arranhó
Arranhó es una freguesia portuguesa del concelho de Arruda dos Vinhos, con 21,23 km² de superficie y 2.495 habitantes (2001). Su densidad de población es de 117,5 hab/km².